# 前150年代
| 千纪： | 前1千纪 |
| 世纪： | 前3世纪 \| 前2世纪 \| 前1世纪                                                                              |
| 年代： | 前180年代 \| 前170年代 \| 前160年代 \| 前150年代 \| 前140年代 \| 前130年代 \| 前120年代                    |
| 年份： | 前159年 \| 前158年 \| 前157年 \| 前156年 \| 前155年 \| 前154年 \| 前153年 \| 前152年 \| 前151年 \| 前150年 |

前150年代從前159年1月1日開始，於前150年12月31日結束。

## 大事记
- 前158年，漢文帝擢周亞夫為中尉。
- 前157年，漢景帝劉啟嗣位。
- 前156年，減笞刑五百為三百，三百為二百。任晁錯為左內史。
- 前155年，任晁錯為御史大夫。
- 前154年，七國之亂。
- 前151年，廢薄皇后。
- 前150年，漢景帝廢太子劉榮為臨江王，其母栗姬恚恨死。立王夫人為皇后，其子劉徹為太子。任周亞夫為丞相。任酷吏郅都為中尉，綽號蒼鷹。

## 出生
- 前156年，汉武帝刘彻

## 逝世
- 前157年，漢文帝劉恒